# Marcel Hartel
Marcel Hartel (Köln, 1996. január 19. –) német korosztályos válogatott labdarúgó, a St. Louis City játékosa.

## Pályafutása

### Klub
Szülővárosában az SC West Kölnben kezdett megismerkedni a labdarúgással, majd 2002-ben csatlakozott az 1. FC Köln akadémiájához. 2015. február 21-én mutatkozott be a második csapatban az Alemannia Aachen ellen. 2016. február 20-án a felnőttek között az élvonalban a Borussia Mönchengladbach ellen debütált, a 62. percben Filip Mladenovic cseréjeként. 2017 májusában aláírt az 1. FC Union Berlin együtteséhez. Július 29-én az FC Ingolstadt 04 ellen debütált és egy hónappal később az Arminia Bielefeld ellen megszerezte első gólját is. 2019. július 27-én az Arminia Bielefeld csapatához írt alá. 2021 augusztusában a St. Pauli csapatába igazolt.
2024. július 2-án négyéves szerződést írt alá a St. Louis City csapatával.

### Válogatott
2017. szeptember 1-jén mutatkozott be a német U21-es labdarúgó-válogatottban a magyar U21-es labdarúgó-válogatott ellen hazai pályán 2–1-re elvesztett mérkőzésen, a 63. percben váltotta Nadiem Amirit. Négy nappal később a 2019-es U21-es labdarúgó-Európa-bajnokság selejtező mérkőzésén a koszovói U21-es labdarúgó-válogatott ellen is pályára küldte Stefan Kuntz, az 1–0-ra megnyert mérkőzésen kezdőként 66. percet kapott, majd váltotta őt Luca Waldschmidt.

## Statisztika
2017. szeptember 11-i állapot szerint.
| Klub             | Szezon           | Bajnokság | Bajnokság | Kupa  | Kupa | Európa | Európa | Összesen | Összesen |
| Klub             | Szezon           | Mérk.     | Gól       | Mérk. | Gól  | Mérk.  | Gól    | Mérk.    | Gól      |
| ---------------- | ---------------- | --------- | --------- | ----- | ---- | ------ | ------ | -------- | -------- |
| Köln II          | 2014–15          | 7         | 0         | 0     | 0    | –      | –      | 7        | 0        |
| Köln II          | 2015–16          | 20        | 4         | 0     | 0    | –      | –      | 20       | 4        |
| Köln II          | 2016–17          | 12        | 3         | 0     | 0    | –      | –      | 12       | 3        |
| Köln II          | Összesen         | 39        | 7         | 0     | 0    | 0      | 0      | 39       | 7        |
| Köln             | 2015–16          | 6         | 0         | 0     | 0    | –      | –      | 6        | 0        |
| Köln             | 2016–17          | 2         | 0         | 0     | 0    | –      | –      | 2        | 0        |
| Köln             | Összesen         | 8         | 0         | 0     | 0    | 0      | 0      | 8        | 0        |
| Union Berlin     | 2017–18          | 5         | 1         | 1     | 0    | –      | –      | 6        | 1        |
| Union Berlin     | Összesen         | 5         | 1         | 1     | 0    | 0      | 0      | 6        | 1        |
| Karrier összesen | Karrier összesen | 52        | 8         | 1     | 0    | 0      | 0      | 53       | 8        |

## Sikerei, díjai
- Arminia Bielefeld
  - Bundesliga 2: 2019–20

- St. Pauli
  - Bundesliga 2: 2023–24